# Mary Joe Fernández
Mary Joe Fernández (* 19. August 1971 in Santo Domingo in der Dominikanischen Republik) ist eine ehemalige US-amerikanische Tennisspielerin.

## Karriere
Im September 1984 erreichte sie in Fort Lauderdale im Alter von 13 Jahren und damit als jüngste Spielerin der Tennisgeschichte das Hauptfeld eines Profiturniers. Sie war zu diesem Zeitpunkt noch jünger als Steffi Graf, die 1982 im Alter von 13 Jahren und vier Monaten beim Turnier in Stuttgart im Hauptfeld stand und damit eine Bestmarke aufgestellt hatte.
Sie erreichte in ihrer Karriere dreimal das Finale eines Grand-Slam-Turniers. Sie unterlag jedoch 1990 bei den Australian Open und 1993 den French Open jeweils Steffi Graf sowie 1992 bei den Australian Open Monica Seles.
Insgesamt gewann Fernández sieben Einzeltitel auf der WTA Tour. Ihren größten Erfolg feierte sie 1997 in Deutschland bei den German Open in Berlin. Dort kam sie mit Siegen über Anna Kurnikowa, Jana Novotná und Mary Pierce zum Titelgewinn.
Mary Joe Fernández hielt sich in den 90er Jahren konstant in den Top Ten und erreichte mit Position 4 im Jahr 1991 ihre beste Platzierung in der Rangliste.
Im Doppel siegte sie 1991 bei den Australian Open an der Seite von Patty Fendick, 1996 sicherte sie sich an der Seite von Lindsay Davenport zudem den Titel bei den French Open in Paris. Im selben Jahr gewann sie mit Davenport erneut das abschließende Masters des Jahres. Im Jahr darauf wurde sie dann von der WTA als beste Doppelspielerin der Saison ausgezeichnet.
1992 und 1996 gewann sie mit Gigi Fernández die Goldmedaille im Damendoppel bei den Olympischen Spielen in Barcelona bzw. Atlanta. Im Dameneinzel gewann sie zudem in Barcelona die Bronzemedaille und sie stand 1996 im olympischen Halbfinale – im Spiel um die Bronzemedaille unterlag sie Jana Novotna.
Zu ihren beeindruckendsten Leistungen zählt ihre Viertelfinalpartie 1993 bei den French Open gegen Gabriela Sabatini. Fernández konnte nach einem nahezu aussichtslos scheinenden Rückstand von 1:6 und 0:5 das Match noch umdrehen und die favorisierte Gegnerin nach Abwehr von fünf Matchbällen mit 1:6, 7:6 und 10:8 besiegen. Sie kam dann bis ins Finale, in dem sie an Steffi Graf (die sie nur einmal, bei einem inoffiziellen Einladungsturnier in Frankreich, besiegen konnte) scheiterte.
Heute ist Mary Joe Fernández Sportkommentatorin bei ESPN und war bis 2016 Teamchefin der US-amerikanischen Fed-Cup-Mannschaft. Ihr Sohn Nicholas Godsick ist ebenfalls Tennisspieler.

## Turniersiege

### Einzel
| Nr. | Datum              | Turnier      | Kategorie    | Belag           | Finalgegnerin     | Ergebnis       |
| --- | ------------------ | ------------ | ------------ | --------------- | ----------------- | -------------- |
| 1.  | 30. September 1990 | Tokio        | WTA Tier II  | Teppich (Halle) | Amy Frazier       | 3:6, 6:2, 6:3  |
| 2.  | 21. Oktober 1990   | Filderstadt  | WTA Tier II  | Teppich (Halle) | Barbara Paulus    | 6:1, 6:3       |
| 3.  | 28. Februar 1993   | Indian Wells | WTA Tier II  | Hartplatz       | Amanda Coetzer    | 3:6, 6:1, 7:66 |
| 4.  | 22. Mai 1994       | Straßburg    | WTA Tier III | Sand            | Gabriela Sabatini | 2:6, 6:4, 6:0  |
| 5.  | 5. März 1995       | Indian Wells | WTA Tier II  | Hartplatz       | Natallja Swerawa  | 6:4, 6:3       |
| 6.  | 22. Oktober 1995   | Brighton     | WTA Tier II  | Teppich (Halle) | Amanda Coetzer    | 6:4, 7:5       |
| 7.  | 18. Mai 1997       | Berlin       | WTA Tier I   | Sand            | Mary Pierce       | 6:4, 6:2       |

### Doppel
| Nr. | Datum          | Turnier            | Kategorie              | Belag           | Partnerin               | Finalgegnerinnen                          | Ergebnis      |
| --- | -------------- | ------------------ | ---------------------- | --------------- | ----------------------- | ----------------------------------------- | ------------- |
| 1.  | September 1989 | Dallas             | WTA Tier III           | Teppich (Halle) | Betsy Nagelsen          | Elise Burgin Rosalyn Fairbank             | 7:6, 6:3      |
| 2.  | September 1990 | Tokio              | WTA Tier II            | Teppich (Halle) | Robin White             | Gigi Fernández Martina Navratilova        | 4:6, 6:3, 7:6 |
| 3.  | Oktober 1990   | Filderstadt        | WTA Tier II            | Teppich (Halle) | Zina Garrison           | Mercedes Paz Arantxa Sánchez Vicario      | 7:5, 6:3      |
| 4.  | Januar 1991    | Australian Open    | Grand Slam             | Hartplatz       | Patty Fendick           | Gigi Fernández Jana Novotná               | 7:64, 6:1     |
| 5   | März 1991      | Miami              | WTA Tier I             | Hartplatz       | Zina Garrison           | Gigi Fernández Jana Novotná               | 7:5, 6:2      |
| 6.  | September 1991 | Tokio              | WTA Tier II            | Hartplatz       | Pam Shriver             | Carrie Cunningham Laura Gildemeister      | 6:3, 6:3      |
| 7.  | August 1992    | Barcelona          | Olympische Spiele      | Sand            | Gigi Fernández          | Conchita Martínez Arantxa Sánchez Vicario | 7:5, 2:6, 6:2 |
| 8.  | September 1992 | Tokio              | WTA Tier II            | Hartplatz       | Robin White             | Yayuk Basuki Nana Miyagi                  | 6:4, 6:4      |
| 9.  | Mai 1993       | Luzern             | WTA Tier III           | Sand            | Helena Suková           | Lindsay Davenport Marianne Werdel         | 6:2, 6:4      |
| 10. | März 1995      | Delray Beach       | WTA Tier II            | Hartplatz       | Jana Novotná            | Lori McNeil Larisa Neiland                | 6:4, 6:0      |
| 11. | Mai 1995       | Straßburg          | WTA Tier II            | Sand            | Lindsay Davenport       | Sabine Appelmans Miriam Oremans           | 6:2, 6:3      |
| 12. | September 1995 | Tokio              | WTA Tier II            | Hartplatz       | Lindsay Davenport       | Amanda Coetzer Linda Wild                 | 6:3, 6:2      |
| 13. | Januar 1996    | Sydney             | WTA Tier II            | Hartplatz       | Lindsay Davenport       | Lori McNeil Helena Suková                 | 6:3, 6:3      |
| 14. | Juni 1996      | French Open        | Grand Slam             | Sand            | Lindsay Davenport       | Gigi Fernández Natallja Swerawa           | 6:2, 6:1      |
| 15. | August 1996    | Atlanta            | Olympische Spiele      | Hartplatz       | Gigi Fernández          | Jana Novotná Helena Suková                | 7:66, 6:4     |
| 16. | November 1996  | Oakland            | WTA Tier II            | Teppich (Halle) | Lindsay Davenport       | Irina Spîrlea Nathalie Tauziat            | 6:1, 6:3      |
| 17. | November 1996  | New York City      | WTA Tour Championships | Teppich (Halle) | Lindsay Davenport       | Jana Novotná Arantxa Sánchez Vicario      | 6:3, 6:2      |
| 18. | April 1997     | Hilton Head Island | WTA Tier I             | Sand            | Martina Hingis          | Lindsay Davenport Jana Novotná            | 7:5, 4:6, 6:1 |
| 19. | Mai 1997       | Madrid             | WTA Tier III           | Sand            | Arantxa Sánchez Vicario | Inés Gorrochategui Irina Spîrlea          | 6:3, 6:2      |

## Abschneiden bei Grand-Slam-Turnieren

### Einzel
| Turnier         | 1985 | 1986  | 1987 | 1988 | 1989 | 1990 | 1991 | 1992 | 1993 | 1994 | 1995 | 1996 | 1997 | 1998 | 1999 | Karriere |
| --------------- | ---- | ----- | ---- | ---- | ---- | ---- | ---- | ---- | ---- | ---- | ---- | ---- | ---- | ---- | ---- | -------- |
| Australian Open | —    | n. a. | —    | —    | 3    | F    | HF   | F    | VF   | AF   | AF   | AF   | HF   | —    | 3    | F        |
| French Open     | 1    | VF    | 2    | —    | HF   | VF   | VF   | 3    | F    | 3    | 1    | AF   | VF   | —    | AF   | F        |
| Wimbledon       | —    | 1     | AF   | AF   | AF   | —    | HF   | 3    | 3    | 3    | VF   | VF   | AF   | —    | 1    | HF       |
| US Open         | 2    | 3     | 3    | 3    | 1    | HF   | 3    | HF   | —    | 3    | VF   | —    | AF   | 3    | AF   | HF       |

Zeichenerklärung: S = Turniersieg; F, HF, VF, AF = Einzug ins Finale / Halbfinale / Viertelfinale / Achtelfinale; 1, 2, 3 = Ausscheiden in der 1. / 2. / 3. Hauptrunde; Q1, Q2, Q3 = Ausscheiden in der 1. / 2. / 3. Runde der Qualifikation; n. a. = nicht ausgetragen

### Doppel
| Turnier         | 1986  | 1987 | 1988 | 1989 | 1990 | 1991 | 1992 | 1993 | 1994 | 1995 | 1996 | 1997 | 1998 | 1999 | Karriere |
| --------------- | ----- | ---- | ---- | ---- | ---- | ---- | ---- | ---- | ---- | ---- | ---- | ---- | ---- | ---- | -------- |
| Australian Open | n. a. | —    | —    | VF   | F    | S    | F    | VF   | VF   | VF   | F    | 2    | —    | 2    | S        |
| French Open     | —     | 1    | —    | 2    | —    | VF   | 1    | AF   | AF   | HF   | S    | F    | —    | 2    | S        |
| Wimbledon       | —     | 1    | —    | —    | —    | HF   | VF   | HF   | 1    | 1    | VF   | VF   | —    | VF   | HF       |
| US Open         | 1     | 2    | 2    | F    | —    | HF   | VF   | —    | —    | —    | —    | AF   | AF   | VF   | F        |

### Mixed
| Turnier         | 1986  | 1987 | 1988 | 1989 | 1990 | 1991 | 1992 | 1993 | 1994 | 1995 | 1996 | 1997 | Karriere |
| --------------- | ----- | ---- | ---- | ---- | ---- | ---- | ---- | ---- | ---- | ---- | ---- | ---- | -------- |
| Australian Open | n. a. | —    | —    | —    | AF   | —    | —    | —    | VF   | VF   | AF   | —    | VF       |
| French Open     | 1     | 1    | —    | —    | —    | —    | —    | —    | —    | —    | —    | —    | 1        |
| Wimbledon       | —     | 1    | —    | VF   | —    | —    | —    | —    | 1    | VF   | —    | 2    | VF       |
| US Open         | AF    | —    | —    | VF   | —    | —    | —    | —    | VF   | —    | —    | —    | VF       |